# Hasil Adkins
Pour les articles homonymes, voir Adkins.
Hasil Adkins (prononcer Hassil) (29 avril 1937  - 26 avril 2005), pionnier du punk rock, homme-orchestre, est un musicien de country, rock 'n' roll, blues bien que sa musique soit souvent considérée comme rockabilly voire comme du jazz primitif.
Il naît dans le comté de Boone en Virginie Occidentale, où il réside toute sa vie durant, près de Madison. Fils d'un mineur de charbon, il est le benjamin d'une famille de dix enfants, il est à la fois sévèrement dépressif et hyperactif.
Enfant, il entend un jour Hank Williams à la radio et est persuadé que ce dernier est tout seul pour faire "tout ce boucan". C'est ainsi que naît son « one-man-band ». Il joue de tout à la fois lors de ses performances : guitare, batterie, harmonica, chant (et vodka si l'on en croit le livret de son album Achy Breacky ha ha ha).
Son hyperactivité se traduit par une créativité hors du commun. Il a composé plus de 7000 chansons et était capable de toutes les jouer ainsi que 2000 reprises de mémoire. Les plus connus sont "She said", "Chicken walk", "We got a date", "I'm happy" ou encore "No more hot dogs". Les thèmes récurrents de son œuvre sont l'amour, la rupture, la mort, la police, la viande en boite, les aliens, la guitare, les poulets et la décapitation. Dans une de ses chansons il annonce à sa petite amie qu'il va lui couper la tête (et l'accrocher à son mur) afin qu'elle ne puisse plus manger de hot-dogs.
Il fut le créateur de deux danses éphémères : le Hunch ("recroquevillement") et le Chicken Walk (Sorte de Danse des canards sexualisée). Il a également participé à plusieurs films (voir plus bas).
Le 15 avril 2005, Adkins a été délibérément renversé dans sa cour par un adolescent en VTT. Onze jours plus tard, le 26 avril, Adkins a été retrouvé mort chez lui, deux jours avant son 68e anniversaire.

## Légende
De nombreux faits peu vérifiables circulent sur son compte, notamment ceux-ci :
- Hasil Adkins buvait entre quatre et cinq litres de vodka par jour
- La quantité de café qu'il buvait par jour se chiffrait en gallons (1 gallon = 3,785 4 L)
- Il pouvait ne pas dormir pendant des semaines
- Il pouvait avaler des kilos de viande crue. Une anecdote raconte que durant l'enregistrement de What the Hell Was I Thinking? il gardait de la viande dans le freezer du studio et faisait régulièrement des pauses pour en consommer.

## Divers
- Membre du Rock'n'roll Hall of Fame
- Des groupes tels que Motörhead, The Cramps ou encore Marilyn Manson citent Hasil Adkins comme inspiration cruciale dans leur œuvre.
- Une compilation publiée par Norton Records (en), la firme dont il est l'artiste central, rassemble 15 morceaux d'Adkins de 1955 à 1999 dans un concept album autour du poulet appelé Poultry in motion
- Un album d'Hasil Adkins a été transmis à Richard Nixon en 1970 à la demande de l'artiste par le biais du sénateur Robert C. Byrd. Le président américain fit transmettre à Adkins un mot de remerciement bref "Je tiens à vous remercier de la prévenance dont vous faites preuve en apportant ces extraits à mon attention"

## Filmographie
- The Wild World of Hasil Adkins, 1993 de Julien Nitzberg (dans son propre rôle)
- R.I.P, Rest In Pieces, 1997 de Robert-Adrian Pejo
- The Red's Breakfast Experience, 2001 de Caleb Emerson (narration)
- Let Me Be Your Band, 2003 de Derek Emerson (dans son propre rôle)
- Le livre de Jérémie, 2004 de Asia Argento (joueur d'orgue de barbarie)
- Die You Zombie Bastards!, 2005 de Caleb Emerson (dans son propre rôle)

## Différents noms de groupe
Hasil Adkins a eu tout au long de sa carrière différents noms pour son one man band
- Hasil Adkins and his Happy Guitar
- Hasil Adkins' one man band

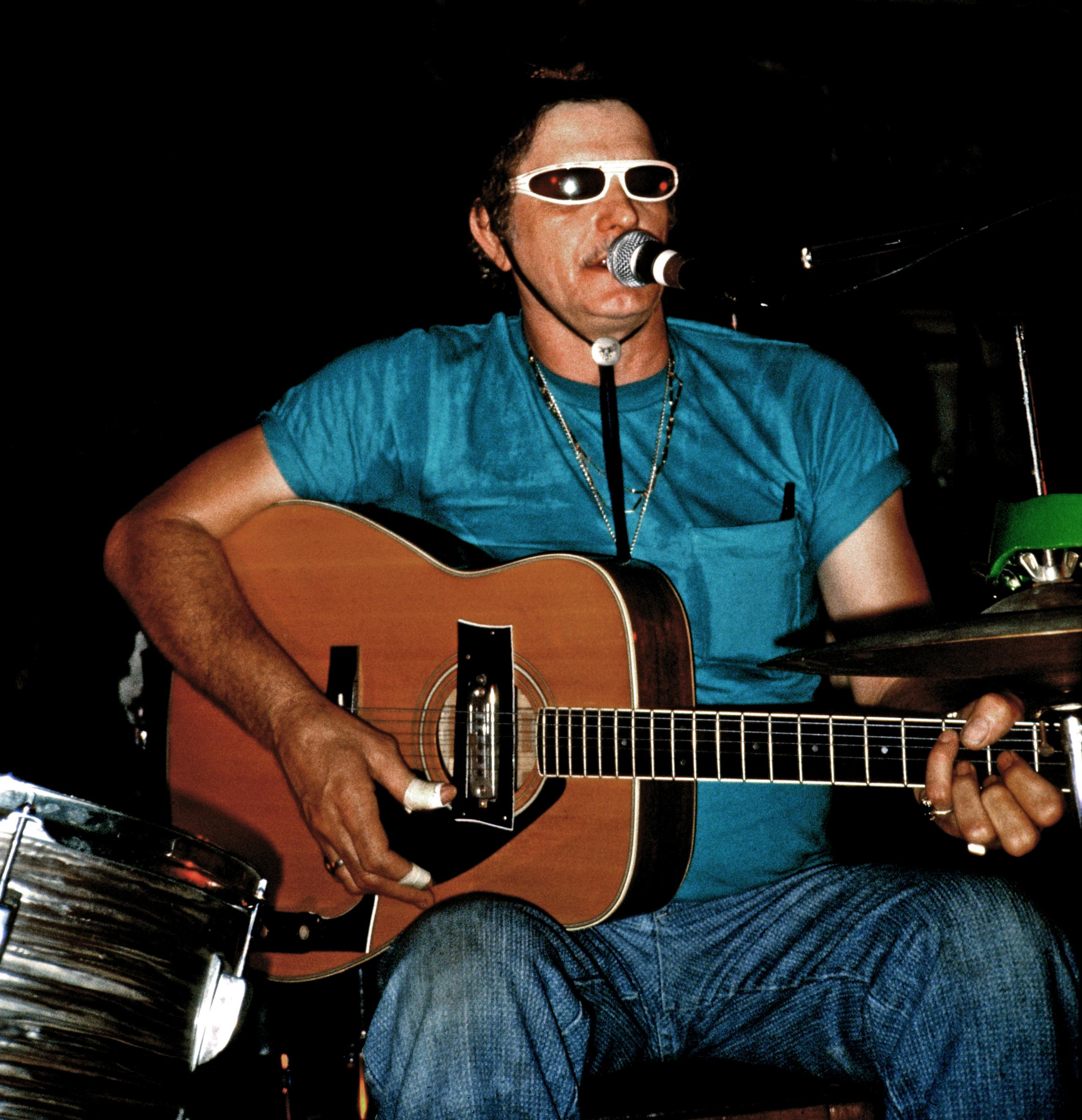
Adkins se produisant au Milestone Club à Charlotte, Caroline du Nord en 1991
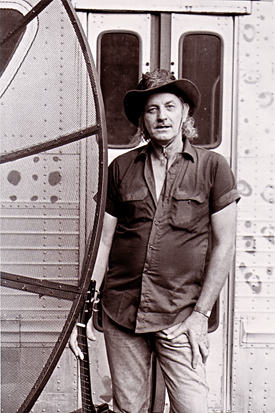
Adkins près de chez lui en Virginie-Occidentale en 1993
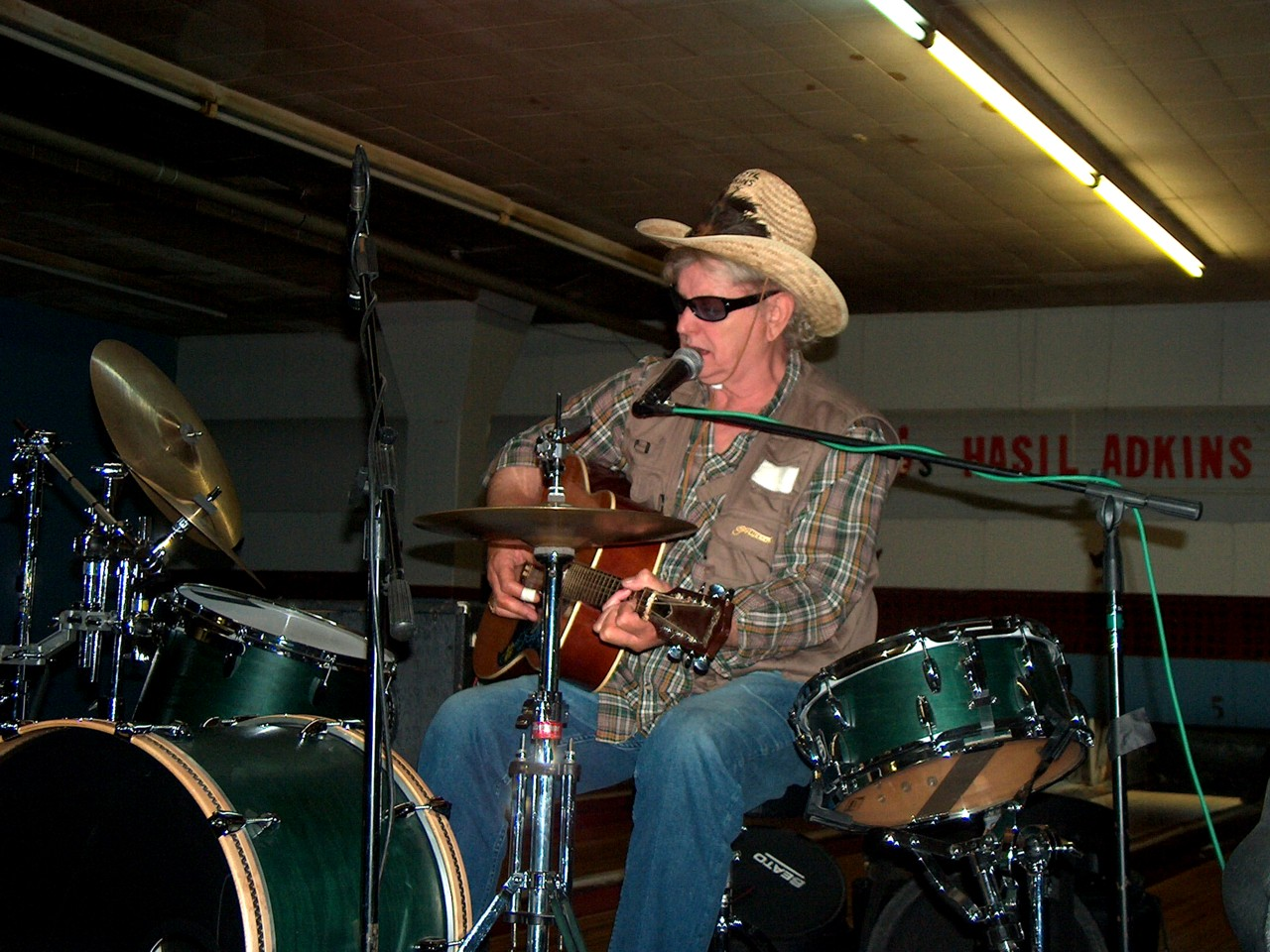
Adkins jouant de la guitare et de la batterie lors d'une performance en 2003 à Seidel Lanes à Baltimore

## Discographie

### Albums
- Poultry in Motion: The Hasil Adkins Chicken Collection 1955-1999, Norton Records
- Drinkin' My Life Away, Shake It Records (1998)
- What The Hell Was I Thinking?, Fat Possum Records (1998)
- Robert Shafer: Hillbilly Fever (présent sur le morceau "Police Sirens"), Upstart Records (1997)
- Achy Breaky Ha Ha Ha, Norton Records (1994)
- Look At That Caveman Go!!, Norton Records (1993)
- Live in Chicago, Bughouse Records 1993/Pravada Records (1995) (CD)
- Moon Over Madison, Norton Records (1990)
- Peanut Butter Rock n’ Roll, Norton Records (1990)
- Wild Man, Norton Records (1987)
- Out To Hunch, Norton Records 1987/Norton Records (2002) (CD)
- Chicken Walk, Dee Jay Jamboree Records (1985/Dee Jay Jamboree Records (1995/1999) (CD), existe en deux versions
- He Said, Big Beat Records (1985) (CD) (Royaume-Uni)
- Rock N' Roll Tonight, Dee Jay Jamboree Records (1985) (CD) (Allemagne)
- Shake With Me, Dee Jay Jamboree Records (1984)

### Singles
- Bubble Gum / Kim Hunching Rock, Ball Records (2000)
- Seasick Cruise / Chocolate Milk Honeymoon, Norton Records (1997)
- Santa Claus Boogie / Blue Christmas, Norton Records (1993)
- Boo Boo the Cat / Mathilda, Norton Records (1991–1992)
- Sally Wally Weedy Waddy Woody Wally / Miami Kiss, Norton Records (1990)
- Big Red Satellite / Ellen Marie Norton Records (1987)
- She Said / Truly Ruley Dee Jay Jamboree (1985) (Allemagne)
- She's Mine / The Chicken Walk, Jan Records (1980) (Suède)
- She’s Still Gone / The Slow Hunch, A Venue Records (1966–67)
- Get Out Of My Car / D.P.A. Blues, A Venue Records (1967)
- She Said / Is This The End, Jody A Records (1964)
- Chicken Shake / She’s Mine #2, Norton Records (1962)
- She’s Mine / Chicken Walk, Air Records (1962)
- Duncens / Jenny Lou, A Venue Records (années 1960)
- The Hunch / She’s Gone, Roxie Records (années 1960)
- My Blues Star / He’s Just Telling You That, Hub Records
- She’s Gone / Is This The End, Feasible Records
- The Blues Walked In / Kathy, ARC Records

### Démos indénombrables
- Let Me Tell You My Story / Is That Right, Star–Light Records, “Celle-ci a été faite en 1958” écrit manuellement sur la pochette
- Is This The End / She Said, Star–Light Records (1964)
- Do It To Me / Too Late, Star–Light Records
- I Want Some Lovin' / Louise Wait For Me, Star–Light Records
- Louise / Come On And Do The Shake With Me, Star–Light Records

### Maxis
- Slow Hunch, Jungle Noise Hunch Records (1986)
- Haze’s House Party, Norton Records (1986)

### Compilations

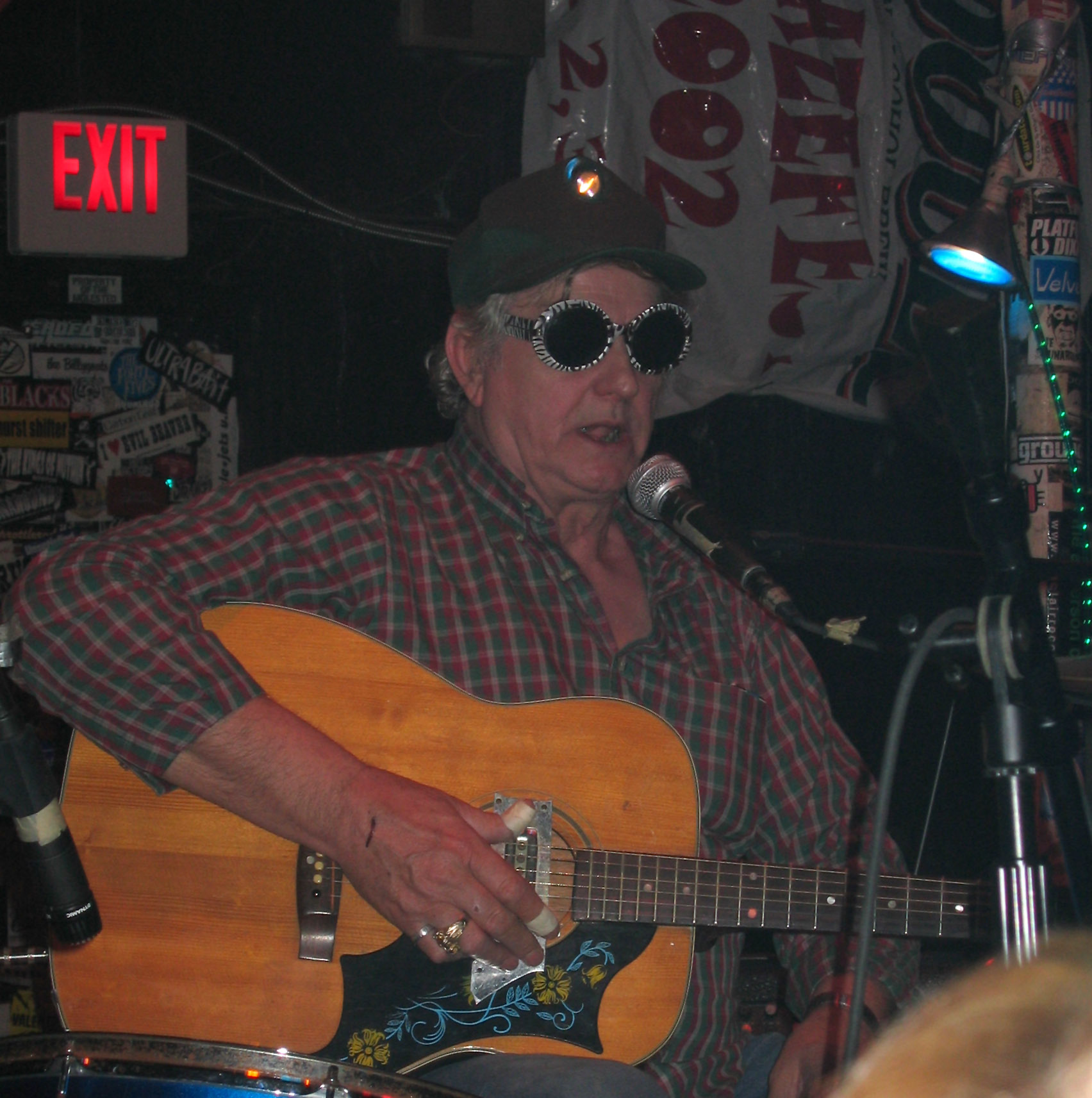
Hasil Adkins se produisant à Local 506 à Chapel Hill, en Caroline du Nord, en 2003

- Kicksville Volume Two, "Can’t Help It Blues", Norton Records (2002)
- Songs The Cramps Taught Us: Vol II, "She Said", STCTU Records (2002)
- The Gift (Soundtrack) "Beautiful Hills", Will Records (2001)
- Chapter VII All Men Are Liars, "Thing’s Are Movin’ Way Too Fast", Fat Possum Records (1998)
- Not The Same Old Blues Crap, "Your Memories", Fat Possum Records (1998)
- The Best of Hootenanny, "Ugly Woman", Foil Records (1998)
- Rock And Roll Murder: Vol II, "The Blues Walked In", JD Records (1996–1997)
- Turban Renewal: A Tribute To Sam The Sham And The Pharoahs, "Wooly Bully", Norton Records (1996)
- Like Nothing Your Ears Have Ever Heard: Vol II, "Chicken Walk", Vladimir Twist Records (1995)
- Sleazefest, "Hubcap Hunch" (With Southern Culture On The Skids), Sleazy Spoon Records (1995)
- Teenage Repression, "Ellen Marie", (1995)
- Roadracers (B.O.F), "No More Hot Dogs", A&M (1995)
- Ball Tonight, "Chicken Walk / She'Mine", Buffalo Bop (1993)
- Born Bad: Vol II, "She Said", Born Bad Records (1986-1998)
- More Home Made Early Rock And Roll, "Chicken Walk" / "The Hunch" / "She’Mine", White Label Records (1984)
- Rockabilly Psychosis And The Garage Disease, "She Said", Big Beat Records (1984-1989)
- All American Rock: Vol II, "She Said", Jan Records (1982)
- Rockabilly Bash, "She Said", Bopalicious Records